# 保税地域
保税地域（ほぜいちいき、英語: bonded area）とは、外国から輸入された貨物を、税関の輸入許可が下りていない状態で関税を留保したまま蔵置することができる場所のことを指す。保税とは関税の徴収を一時留保することをいう。

## 概要
保税地域は主に港湾や税関空港や国境検問所の近くに設けられ、貨物船や飛行機や貨物自動車から下ろされた貨物が関税納入・輸入許可・通関完了までの間、或いは輸出される貨物が税関手続きが終了するまで蔵置される場所である。
船や飛行機や貨物自動車で輸出入する貨物は、一旦保税地域に搬入され、税関に対して輸出申告・輸入申告を行い完了して、はじめて輸出貨物を船積みできたり輸入貨物を保税地域外に引き取ることができる。輸入許可のまだ下りない貨物、輸出許可が下りた貨物は「外国貨物」とされ、日本国内に置く場合は税関の取締まりの対象となるため、保税地域内に置いておかねばならない。保税地域は関税納付や輸出入手続を確実にするため、また輸出入のための審査や検疫および禁制品の有無のチェックなどを行いやすくするために設けられており、密輸や盗難を防ぐためにフェンスなどで囲まれていることが多い。
保税地域への貨物の搬出入などの管理は、全てを税関が監視するのではなく、保税地域の管理者（倉庫会社など）が自主的に台帳に記帳（電子的な記録でもよい）することにより行われている（「自主管理」方式）。

## 保税地域の種類
輸出入手続をすべて港湾に隣接した保税地域で行うことは、輸出入を行う荷主などにとっては手間が増大するため、輸出入を簡単にするための様々な特別の保税地域や自由貿易地域が各国で設定されている。

### 日本の保税地域
日本の場合、保税地域は以下の5種類が定められている。指定保税地域のみ財務大臣が指定し、それ以外の保税地域は税関長の許可により成立する。
指定保税地域（関税法第37条）
国や自治体所有の土地・建物で、コンテナヤード等がこれにあたる。港湾や税関空港などに隣接し、外国貨物の積卸しや蔵置を行い、迅速に輸出入通関手続を済ませるために指定されている。公共の施設であり一部の者が長期間独占するのを防ぐため、蔵置期限は1か月と短い。
保税蔵置場（関税法第42条）
民間所有の施設で、倉庫、上屋、土場等がこれにあたる。以前は短期的な保管のために保税上屋と長期的保管のための、保税倉庫の区別があったが、平成6年の関税法改正で保税蔵置場に一本化された。外国貨物のままで原則3か月、蔵入承認を受けると最初の承認から2年、場合によってはさらに期間を延長して蔵置できる場所。輸出入される貨物の一時保管、日本を経由し第三国へ向かう積戻し貨物の保管、その他市況を見てから輸入手続きして引き取る金属・繊維などの貨物の蔵置に使われる。
変わったところでは未通関の外国映画フィルムを扱う試写室が保税蔵置場になっていたケースが過去にあった（日本語字幕をマスターフィルムに刻み付ける必要があったため）。
保税工場（関税法第56条）
外国貨物の加工・製造や改装、仕分などの「保税作業」をする場所で、造船所、製鉄所、製油所等がこれにあたる。加工貿易振興のための制度で、保税工場内では外国貨物を関税を払わないで加工・製造し外国に積み戻すことができる。搬入後3か月以内に税関長の移入承認を受けることで保税作業を行えるようになり、蔵置期間はその保税工場で承認を受けた日から2年間である。
上記の保税蔵置所と同じく、未通関の外国映画フィルムやビデオテープなど映像記録メディアをダビングするために、映像制作会社が保税工場の許可を取得しているケースがある。
保税展示場（関税法第62条の2）
博覧会場や見本市会場など、国際的なイベントの行われる場所で、外国から来た製品や産品を関税を払わず外国貨物のまま蔵置するほか展示・使用もできる場所。外国貨物の販売、消費等は行えず、行う場合は輸入の通関手続をとる必要がある。税関長が指定した期間のみ蔵置が許可される。過去には大阪万博、つくば科学博覧会が保税展示場の許可をされており、東京モーターショー等の大型展示会は開催の都度許可されている。また、2019年8月30日に開業した愛知県国際展示場は日本初となる常設の保税展示場が用意されている。
総合保税地域（関税法第62条の8）
一団の土地等で、蔵置から加工・製造、展示・使用まですべての保税作業の機能を有する施設。中部国際空港や横浜港国際流通センターがこれに当たる。蔵置期間は原則2年間。
この他、港湾或いは税関空港から保税地域（工場や倉庫）までの間を外国貨物のまま輸送できる保税運送(OLT, Over Land Transport)の制度があり、個別の運送ごとに発送地、到着地、運送貨物を特定して税関長の承認を受ける必要がある（関税法第63条第1項）。
輸入促進のために1992年度から「輸入促進地域」（Foreign Access Zone、FAZ）が設定されていた。港湾・税関空港周辺で公的施設（卸売市場、荷捌き施設、展示場）が集積された地区が政府によってFAZに指定されていたが、2006年5月に制度は廃止された。

### 自由貿易地域
世界各国では、通関などの諸制度を緩和し関税などを免除して、加工貿易や中継貿易を盛んにする目的で設置された自由貿易地域（free trade zone (FTZ) ）が設定されている。18世紀にはトリエステやエムデンなどヨーロッパ各地で「自由港（free port）」が設定され、有名な例では、香港が自由港として関税免除や船舶間の積み替えの許認可の撤廃などの措置を行って中継貿易港として栄えてきた。発展途上国や国境地帯などを中心に各国でこうした地域の設定が広がっている。日本では、以前は沖縄県に沖縄特別自由貿易地域があり、保税地域として機能しているほか、立地企業に対する税制上の優遇措置が行われていたが、現在では国際物流拠点産業集積地域の制度に変更されている。